# Церковь иконы Божией Матери «Одигитрия» (Крымский)
Церковь иконы Божией Матери «Одигитрия» ― православный храм в хуторе Крымский, Усть-Донецкий район, Ростовская область. Относится к Семикаракорскому благочинию Волгодонской и Сальской епархии. Выполнен в стиле ретроспективизма. Располагается по адресу пер. Рождества, 14.

## История
Свято-Одигитриевская церковь в хуторе Крымский была построена в 1854 году и освящена во имя Одигитриевской иконы Божией Матери (которая, по преданию, была написана сами евангелистом Лукой). Основное здание и колокольня были возведены из камня, пристройки же были деревянными. В 1865 году при храме была открыта церковно-приходская школа.
В годы советской власти храм, как и многие другие церкви в период антирелигиозных гонений, был закрыт. Здание церкви в течение многих лет использовалось в качестве зернохранилища и к концу XX века пришло в запустение.
В 1990 году храм был возвращён Русской православной церкви для восстановления и дальнейшего использования для проведения богослужений, которые и возобновились в том же году. После этого в нём также были проведены работы по реконструкции: восстановлен алтарь, установлен иконостас, сделаны солея и амвон, ограждена территория вокруг церкви. В 2004 году были установлены новые купола, колокольня обзавелась колоколом, начались работы по росписи храма.